# Gabriel Sonntag
Gabriel Sonntag OSB (* 26. Februar 1873 als Alois Sonntag in Legau, Bezirksamt Memmingen; † 14. August 1905 in Mikukuyumbu bei Liwale im heutigen Tansania) war ein deutscher Ordensbruder und Märtyrer.  

## Leben
Alois Sonntag, aus einer Landwirtsfamilie, die vier Priester und Ordensleute stellte, machte eine Wagnerlehre und leistete in einer Sanitätskompanie Wehrdienst in München. Ende 1896 trat er in das Benediktinerkloster St. Ottilien ein. Unter dem Ordensnamen Gabriel legte er am 22. Mai 1899 die Ordensgelübde ab. Im Januar 1903 begleitete er den Apostolischen Vikar Cassian Spiß in die Ostafrika-Mission. Dort wurde er im August 1905 zusammen mit ihm und weiteren Religiosen von Beteiligten des Maji-Maji-Aufstands ermordet.

## Gedenken
Die Römisch-katholische Kirche in Deutschland hat Bruder Gabriel Sonntag als Märtyrer in das deutsche Martyrologium des 20. Jahrhunderts aufgenommen.
Im Missionsmuseum in Sankt Ottilien ist sein Name auf einer Gedenktafel vermerkt.